# Pittosporum luteum
Pittosporum luteum är en tvåhjärtbladig växtart som beskrevs av Harold St.John. Pittosporum luteum ingår i släktet Pittosporum och familjen Pittosporaceae. Inga underarter finns listade.